# Ingrid Vang Nyman
Ingrid Vang Nyman (født 21. august 1916, død 13. december 1959) var en dansk illustrator. Hun er i dag mest kendt for de klassiske tegninger til Astrid Lindgrens bøger om Pippi Langstrømpe.
Nyman var barnebarn af den danske nationalbankdirektør Johannes Lauridsen, stifteren af Alfa Margarinefabrik. og havde sin opvækst i Vejen i sydjylland. I 1935 begyndte hun at studere på Kunstakademiet i København, men stoppede efter et par år. Hun forsøgte sig som fri kunstner, blandt andet med malerier og keramik, men begyndte snart at lave illustrationer, særligt til børnebøger.
Ved Kunstakademiet havde Ingrid Vang Nyman truffet Arne Nyman, som var maler, tegner og lyriker. De giftede sig i 1940. Samme år blev sønnen Peder født. Ægteskabet blev opløst efter et par år, og i 1943 flyttede hun og sønnen til Stockholm. Der kom Vang Nyman i kontakt med det nystartede børnebogsforlag Rabén & Sjögren, som havde brug for en illustrator til bøgerne om Pippi Langstrømpe.
I Vejen – hvor Ingrid Vang Nyman havde sine rødder – afholdt Vejen Kunstmuseum 2000–2001 den første Ingrid Vang Nymanudstilling. Nymans længstlevende søster, Kirsten Vang Lauridsen, besluttede i forlængelse af udstillingen i Vejen, at søsterens værker skulle fordeles således at de originale illustrationerne til svenske bøger skulle gå til Kungliga Biblioteket i Stockholm mens de øvrige værker som keramik, malerier og talrige skitser og arbejder på papir skulle gå til Vejen Kunstmuseum, hvor der i dag er en samling på over 250 værker.
Ingrid Vang Nyman var i perioder meget produktiv, men forblev alligevel forholdsvis ukendt. Ud over Astrid Lindgrens bøger illustrerede Ingrid Vang Nyman både før og efter en række andre værker, som er beskrevet i bogen Pippi Langstrømpe og meget, meget mere som blev udgivet af Vejen Kunstmuseum i forbindelse med særudstillingen i 2000–2001. Bogen kan endnu købes på museet.
Efter langvarige økonomiske og helbredsmæssige problemer begik hun selvmord på Sankta Luciadagen i 1959. Nyman er begravet på Vejen Kirkegård.
Ingrid Vang Nymans illustrationer er kendetegnede af klare farveflader, tydelige konturer og en sikker figurtegning i en forenklet, dekorativ realisme.
Sønnen Peder Nyman blev tegner som sin mor.

## noter
1. ↑  Den er tilgængeligt på saxo.com Arkiveret 28. februar 2018 hos  Wayback Machine

 Der er for få eller ingen kildehenvisninger i denne artikel, hvilket er et problem. Du kan hjælpe ved at angive troværdige kilder til de påstande, som fremføres i artiklen.